# Зевина, Ада Мироновна
Ада Мироновна Зевина (рум. Ada Zevin; в замужестве Мансурова; 3 сентября 1918, Кишинёв, Бессарабия — 23 сентября 2005, Кишинёв, Молдавия) — молдавская советская художница и искусствовед.

## Биография
Ада Зевина родилась в Кишинёве в семье директора казённой еврейской гимназии Меера Давидовича Зевина (1881, Домбровены — 18 мая 1936, Яссы) и Хаи Бенционовны Зубинской (1884, Перлица — ?). В 1925—1937 годах прошла курс обучения в кишинёвской французской гимназии Жанны Д'Арк (Liceul Jenne D’Arc) и румынской гимназии Дадиани. В 1938 году поступила на факультет живописи Бухарестской академии изящных искусств, в класс профессора Франчиска Ширато (1877—1953, рум.), где училась вместе с художниками  Михаилом Греку и Фирой Брик, с которыми дружила в последующие годы.
После присоединения Бессарабии к СССР в 1940 году вернулась в Кишинёв, где продолжила обучение в Республиканской школе пластических искусств по классу Огюста Байяра (1879—1961) и Макса Гамбурда. С началом Великой Отечественной войны эвакуировалась в Калмыкию, затем Грузию, работала учителем рисования в средней школе.
По возвращении в Кишинёв в 1945 году закончила обучение в Республиканской школе пластических искусств по классу Родиона Габрикова (1887—1965) и Ивана Хазова (1885—1967), в 1947—1949 годах училась в московском Государственном художественном институте имени В. И. Сурикова, а в 1949—1953 годах — на факультете истории и теории искусств Ленинградского института живописи, скульптуры и архитектуры им. И. Е. Репина.
С 1953 по 1975 год преподавала в кишинёвской Республиканской школе пластических искусств (впоследствии Республиканское художественное училище имени И. Е. Репина). Работала в Государственный художественный музей Молдавской ССР и инспектором министерства культуры Молдавской ССР. Член Союза художников Молдавии с 1956 года, награждена Орденом Республики Молдова (1998).
Работала в области натюрморта, портретной и пейзажной живописи. Среди учеников А. М. Зевиной — молдавская художница Людмила Цончева.
Выставка к 90-летию со дня рождения Ады Зевиной прошла в Национальном художественном музее Молдовы летом 2008 года.
Ада Зевина — автор монографий по истории искусства Молдавии (первоначально под именем Ада Мансурова), в том числе «Изобразительное искусство Молдавии» и «Национальные костюмы Молдавии».

## Галерея
- Ада Зевина в художественном архиве Молдовы
- Виртуальная галерея на сайте искусства Молдавии
- Галерея на сайте Владимирской библиотеки
- Выставка 2001 года
- Скульптурный портрет Ады Зевиной работы Лазаря Дубиновского (недоступная ссылка) (см. Л. И. Дубиновский)

### Альбомы А. М. Зевиной
- М. Г. Греку. Ада Зевина. Живопись. Рисунки. Каталог. Кишинёв, 1968.
- Ада Зевина. Живопись. Каталог. Кишинёв: Тимпул, 1979.
- Л. A. Тома. Ада Зевин (на молдавском и русском языках). Кишинёв: Литература артистикэ, 1983.
- Графика А. М. Зевиной в фонде редких книг и рукописей Владимирской областной научной библиотеки (фонд №17). Составитель и редактор А. А. Ковзун. Владимир: Владимирская областная научная библиотека, 2002.
- Л. А. Тома. Ада Зевина. Альбом. Кишинёв: ARC, 2003.

### Монографии А. М. Зевиной
- 9 республиканская художественная выставка. Каталог (с М. Я. Лившицем). Кишинёв: Партиздат, 1955.
- Изобразительное искусство Молдавской ССР (с М. Я. Лившицем). Москва: Советский художник, 1957.
- Национальные костюмы Молдавии (Портул национал молдовенеск, с М. Я. Лившицем, параллельный текст на русском и молдавском языках). Кишинёв: Картя молдовеняскэ, 1960.
- Изобразительное искусство Молдавии (с К. Д. Родниным). Кишинёв: Картя молдовеняскэ, 1965.
- Изобразительное искусство МССР (альбом, с М. Я. Лившицем). Москва: Советский художник, 1967.
- Искусство Молдавии: Очерки истории изобразительного искусства Молдавии (с Д. Д. Гольцовым и М. Я. Лившицем). Кишинёв: Картя молдовеняскэ, 1967.